# Пикульник
Пику́льник (лат. Galeópsis) — род травянистых растений семейства Яснотковые (Lamiaceae).

## Название
Научное латинское название дал при описании рода К. Линней, заимствовав его у Диоскорида. Латинское слово происходит от двух греч. γαλέη (galeo или gale) — куница, ласка или хорёк и ὤψ (opsi) — вид, облик. Подразумевается, что цветок пикульника схож с головой мелкого хищника.
Н. И. Анненков в «Ботаническом словаре» (1878) в статье о пикульнике приводит следующие простонародные и книжные названия, употреблявшиеся в разных местностях России с указанием лиц, зафиксировавших эти названия в печати или письменно, а также названия на немецком, французском и английском языках:
Galeōpsis L. Labiat. Pr. XII. 497. Отъ Gale, кошка и opsis, видъ. Всѣ виды этого рода носятъ почти одинаковыя названія, которыя и приводятся здѣсь. Жабрей (Моск.) и изм. Жабрій, Жабрикъ, Жебрай, Жебpій, Жаберь, Жаберъ. Зяберъ, Зубрей, Зябра (Моск.) Зября, Зябрій, Зябирь, Зябрицъ (Орл.) Шабрей (Уфим.) — Пѝкульникъ *) (Двиг.) Питульникъ (Вор. Костр. и др.) Курятникъ. Медовикъ, Медовникъ. Конопелька (Гродн.) Конопля дикая (Кондр.) Конопельникъ (Сарат. Яросл.) Крапива дикая. Пустозубъ, Полый зубъ. Кошачья харя (Кондр.) Кошачья морда (Под.) всѣ перев. — Пол. Poziewnik, Badyl. Kocipysk. — Чешск. Konopice, Žabr (Slob.) — Сербск. Zrba. — Луз. Zabr. — Финн. Pellike. — Эcm. Pöld kanepid. — Нѣм. Der Hohlzahn. Die Handsnessel, das Katzengesicht. — Франц. Le Chanvre bâtard, la figure de chat, le Galéopsis. — Англ. Galeopsis, Hempnettle. 

*) Пикаль, Пикель, Пикиль — значитъ бабочка, мотылекъ въ Новг. и Пск. губ. (Даль III. 99)
Энциклопедический словарь Ф. А. Брокгауза и И. А. Ефрона приводит также „пикушки“, „петушки“.

## Ботаническое описание
Однолетние травянистые растения с цельными опушёнными листьями с зубчатым краем.
Цветки собраны в ложные мутовки в пазухах верхних листьев. Чашечка трубчато-колокольчатая, с десятью жилками и пятью зубцами. Венчик с длинной трубкой, его верхняя губа шлемовидная, нижняя губа трёхлопастная.

## Значение и применение
Почти все виды рода Пикульник — хорошие медоносы и перганосы.
Пикульники — сорняки полей и огородов; Пикульник красивый — сорняк яровых хлебов, овощных и пропашных культур, а также льна.
Ядовиты для животных и человека.

## Классификация

### Таксономия
Galeopsis L., 1753, Sp. Pl. : 579
Род Пикульник относится к семейству Яснотковые (Lamiaceae) порядка Ясноткоцветные (Lamiales), который последовательно входит в вышестоящие клады Ламииды → Астериды → Суперастериды → Эвдикоты → Цветковые растения. Таксономическая схема в соответствии с Системой APG IV по состоянию на декабрь 2023 года:
|  |                          |  |                                   |                                   |                      |  | еще 23 семейства |               |               |                                                             |
|  |                          |  |                                   |                                   |                      |  |                  |               |               | 17 подтвержденных видов и 15 видов, ожидающих подтверждения |
|  |                          |  |                                   | порядок Ясноткоцветные            |                      |  |                  |               | род Пикульник |                                                             |
|  |                          |  |                                   | порядок Ясноткоцветные            |                      |  |                  |               | род Пикульник |                                                             |
|  | клада Цветковые растения |  |                                   |                                   | семейство Яснотковые |  |                  |               |               |                                                             |
|  | клада Цветковые растения |  |                                   |                                   |                      |  |                  |               |               |                                                             |
|  |                          |  | ещё 63 порядка цветковых растений | ещё 63 порядка цветковых растений |                      |  |                  | еще 267 родов | еще 267 родов |                                                             |
|  |                          |  |                                   | ещё 63 порядка цветковых растений |                      |  |                  |               | еще 267 родов |                                                             |

### Виды
- Galeopsis × carinthiaca Porsch ex Fiori
- Galeopsis × haussknechtii Ludw.  (G. ladanum × G. segetum)
- Galeopsis × ludwigii Hausskn. (G. bifida × G. tetrahit)
- Galeopsis × polychroma Beck  (G. pubescens × G. speciosa)
- Galeopsis acuminata Rchb.
- Galeopsis angustifolia Ehrh. ex Hoffm. — Пикульник узколистный
- Galeopsis bifida Boenn. — Пикульник двунадрезанный, или Пикульник двунадрезный, или Пикульник двурасщеплённый
- Galeopsis ladanum L. — Пикульник ладанниковый
- Galeopsis nana Otsch.
- Galeopsis pubescens Besser — Пикульник пушистый
- Galeopsis pyrenaica Bartl.
- Galeopsis reuteri Rchb.f.
- Galeopsis segetum Neck. — Пикульник посевной
- Galeopsis speciosa Mill. — Пикульник красивый, или Пикульник заметный, или Зябра
- Galeopsis sulfurea Druce
- Galeopsis tetrahit L. typus[1] — Пикульник обыкновенный, или Медовник
- Galeopsis wirtgenii F.Ludw. ex Briq.

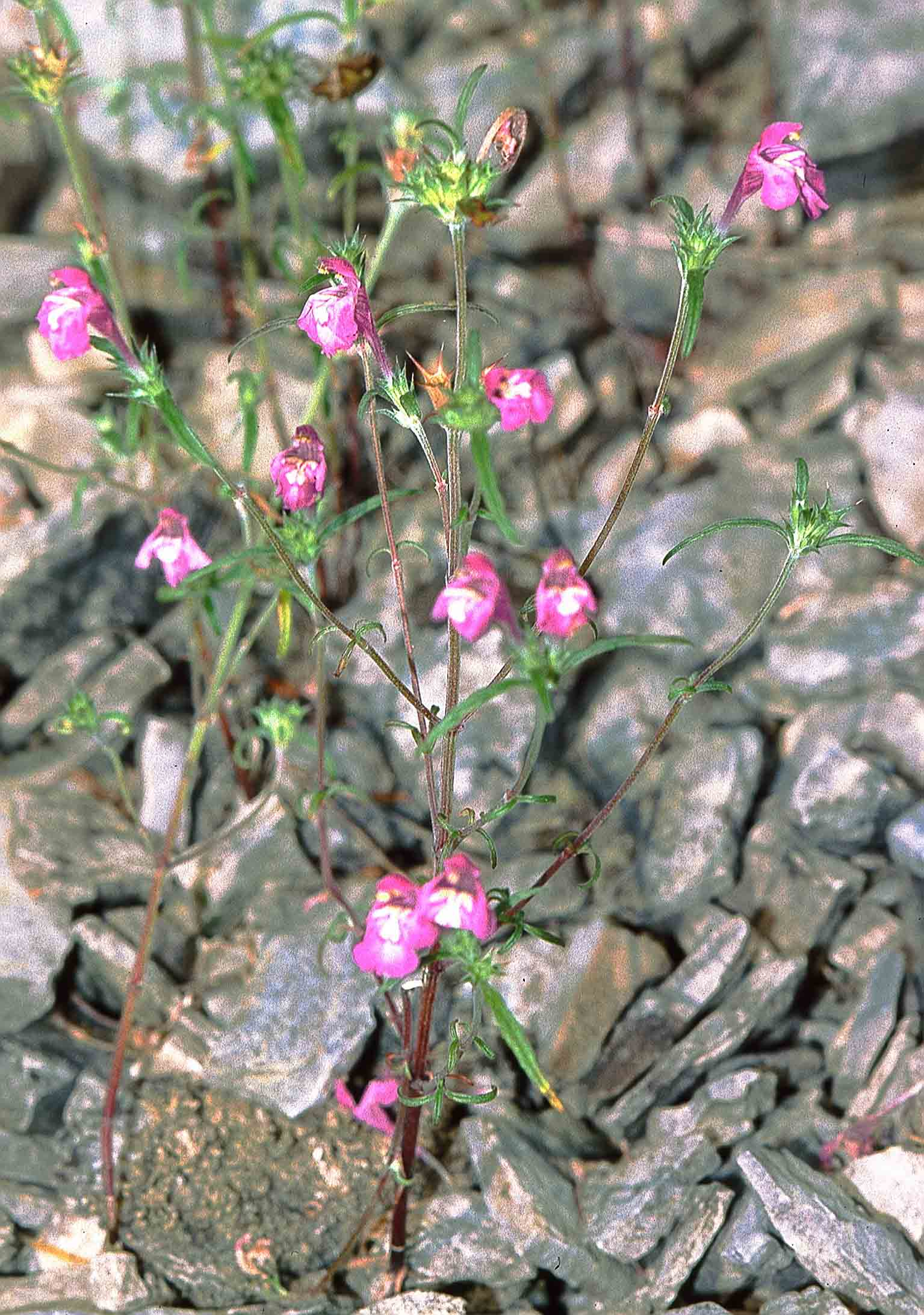
Galeopsis angustifolia
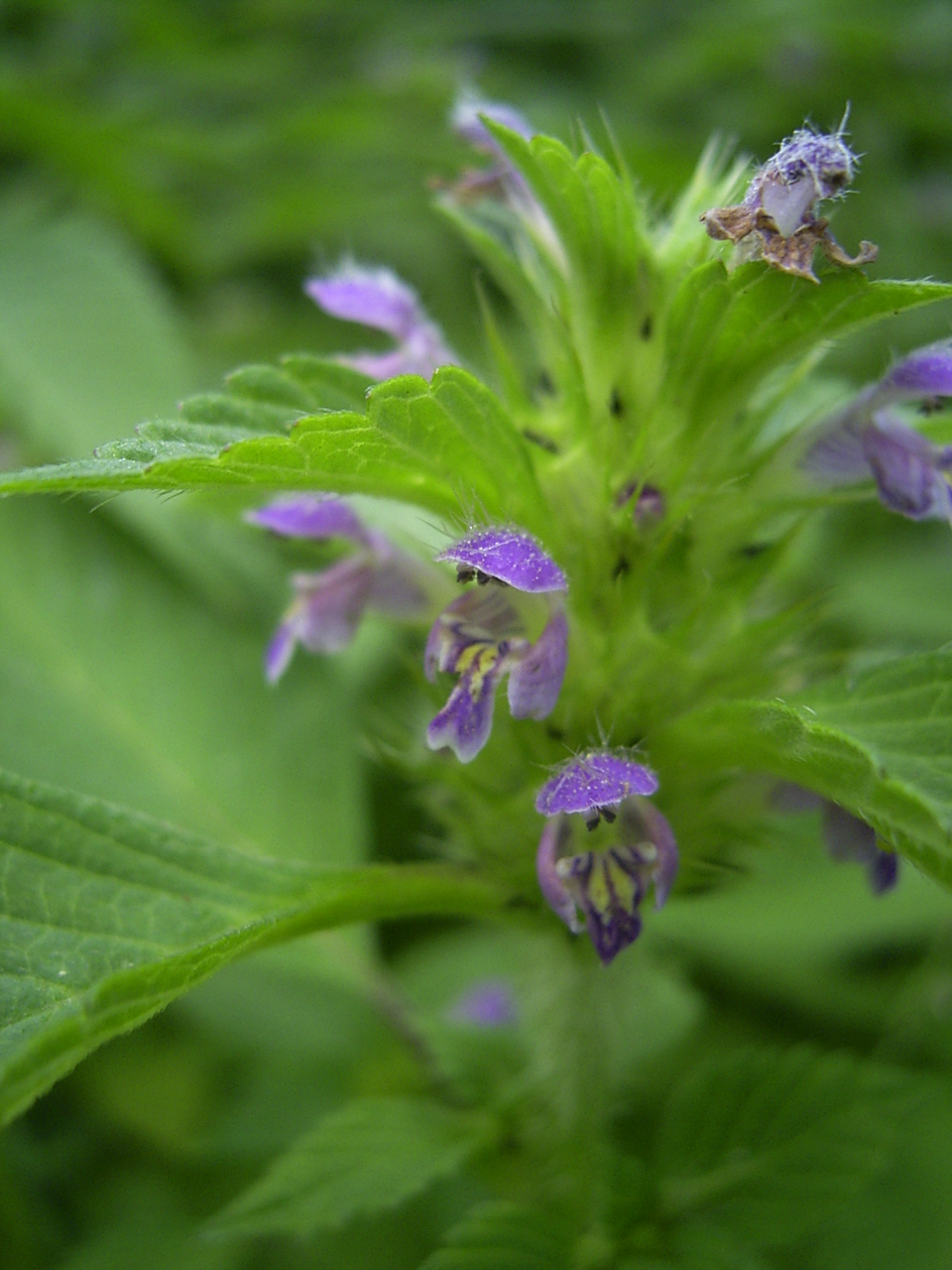
Пикульник обыкновенный
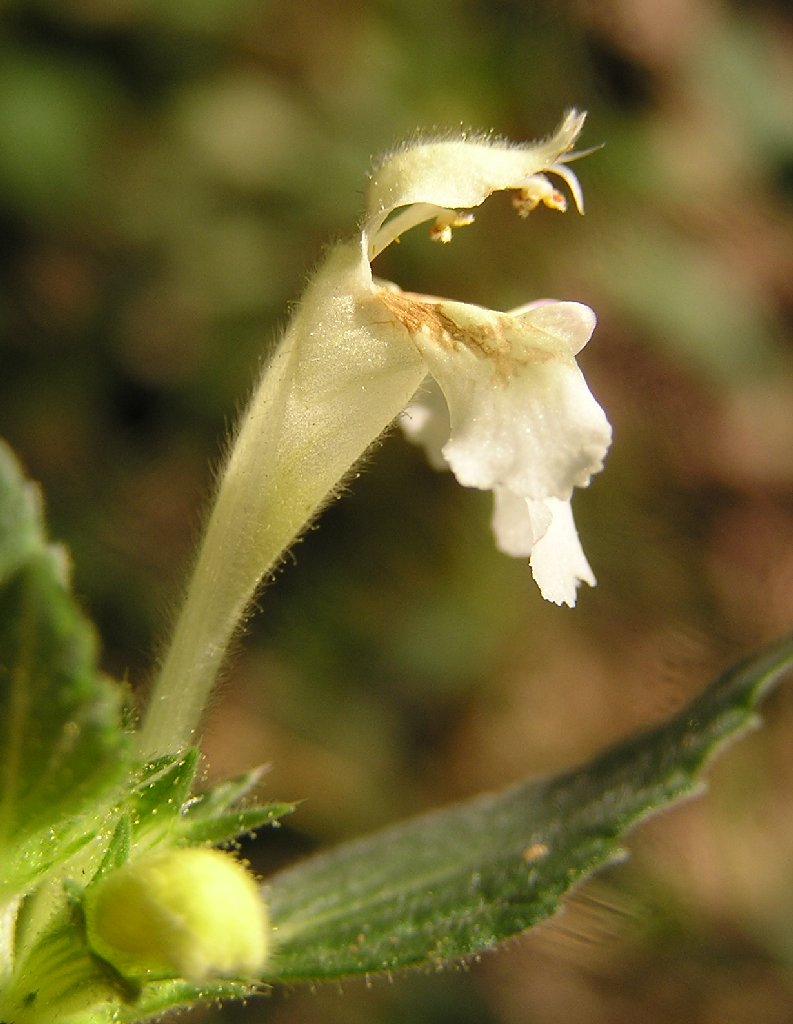
Galeopsis segetum
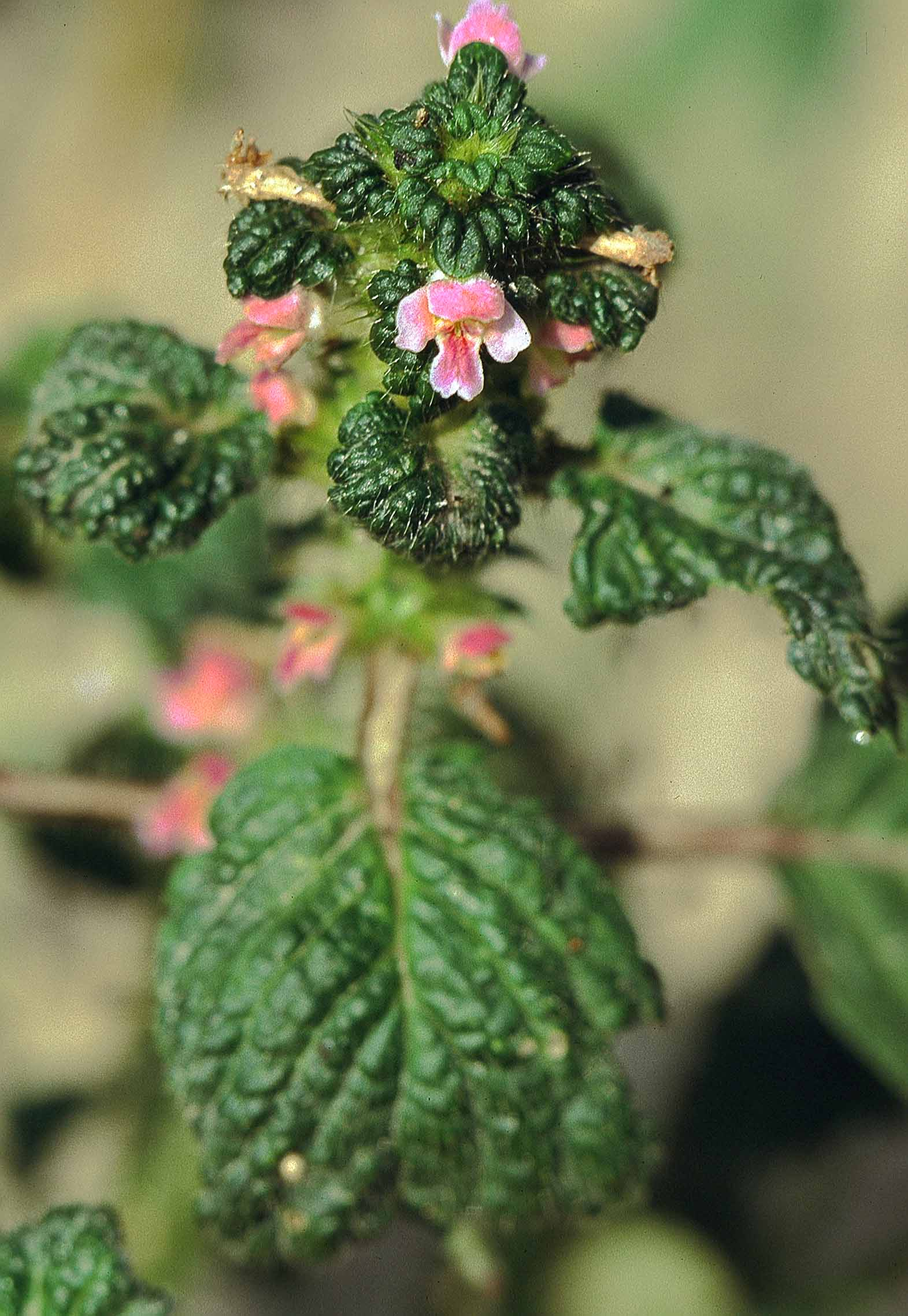
Пикульник двунадрезанный
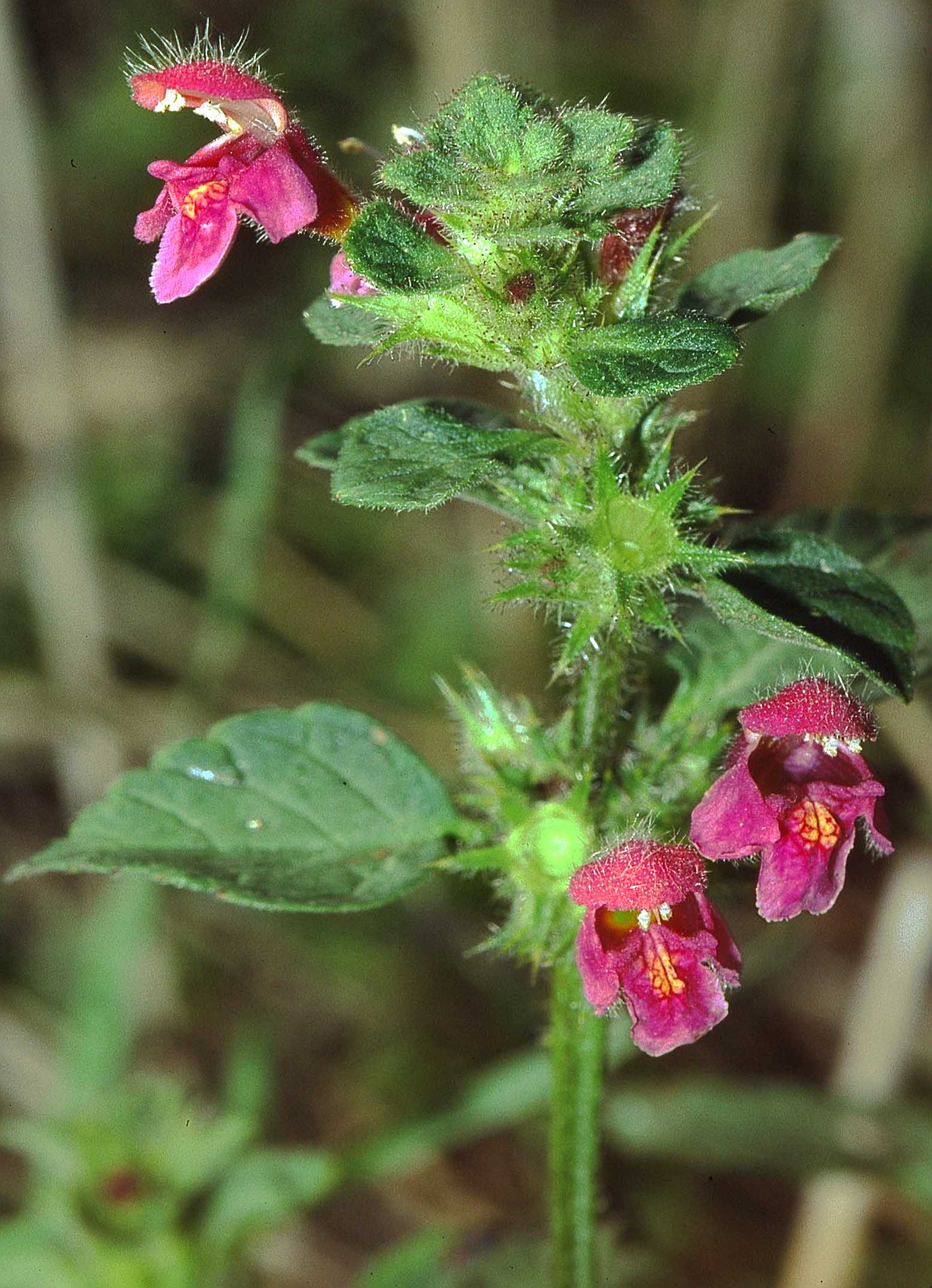
Пикульник пушистый
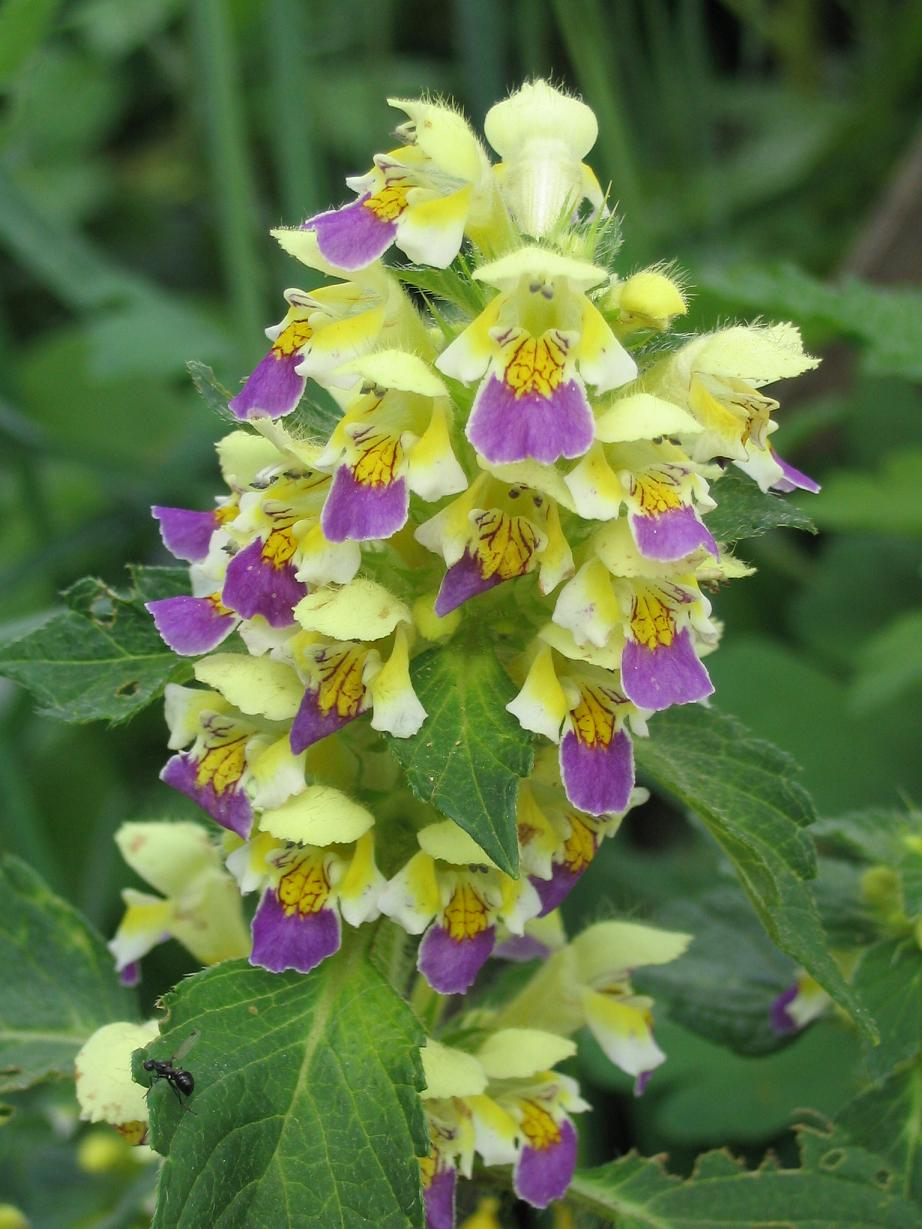
Пикульник красивый